# Stahioză
Stahioza sau stachioza este o tetrazaharidă și este alcătuită din patru resturi de glucide, mai exact: două resturi de α-D-galactoză, un rest de α-D-glucoză și un rest de β-D-fructoză, legate secvențial sub forma gal(α1→6)gal(α1→6)glc(α1↔2β)fru. Este un compus regăsit în natură.